# Faszie von Toldt
Die Faszie von Toldt, auch Toldt-Linie, wurde nach dem Chirurgen Carl Toldt benannt. Im Englischen wird sie auch als Toldt’s fascia, Toldt fascia bezeichnet. Sie trägt die Synonyme Toldt-Fusionsfaszie oder auch Fascia retrocolica.
Die Faszie von Toldt wird als bindegewebiges Band beschrieben. Sie besteht aus ortsansässigen Zellen (wie z. B. Fibroblasten, Fibrozyten, Myofibroblasten) und mobilen Zellen, die in eine extrazelluläre Matrix aus Kollagenen und elastischen Fasern, fibrillären Proteinen und amorpher Grundsubstanz eingebunden sind und zusammen ein engmaschiges Netz bilden, welches mit Proteoglykanen ausgefüllt ist.
Das bindegewebige Band wirkt hier als Stützgewebe und bedeckt den superioren Aspekt des Zäkums, das Colon ascendens sowie das Colon descendens dorsal und befestigt diese Strukturen an der hinteren Bauchwand, dem Peritoneum parietale posterius – auch PPP genannt. Über das PPP wird eine Verbindung des Colon ascendens und descendens zum Diaphragma sowie zu den oberen und unteren Lendenwirbeln hergestellt.
Die Toldt-Faszie gehört zum viszeralen Fasziensystem, welches sich im Bauchraum befindet, begrenzt vom parietalen Peritoneum. Die Faszie entsteht, durch eine Verlagerung während der Embryonalentwicklung der zunächst intraperitoneal gelegenen Verdauungsorgane nach (sekundär) retroperitoneal, sodass das Peritoneum viszerale mit dem Peritoneum parietale verwächst – beide mesodermalen Ursprungs.
Zwischen diesen beiden Mesothelschichten verläuft die Faszie und wird gegen die hintere Bauchwand angeordnet. Sie ist als weiße Linie (Toldt-Linie) sichtbar und dient in der Viszeralchirurgie als Orientierungslinie, um unter anderem das Mesokolon von dem darunter liegenden Retroperitoneum zu trennen.

## Embryonalentwicklung
Während der Embryonalentwicklung entstehen aus dem Seitenplattenmesoderm zum Teil die Anlage der Rumpfwand und der Wandstrukturen des Magen-Darm-Rohres. Das entodermale Darmrohr lässt sich in verschiedene Abschnitte einteilen, den Kopfdarm, Vorderdam, Mitteldarm und Hinterdarm. Aus dem Mitteldarm entstehen 2/3 des Colon transversum und das Colon ascendens, aus dem Hinterdarm 1/3 des Colon transversum, das Colon descendens sowie der Enddarm (Sigmoid und Rektum). Die verschiedenen Abschnitte des Darmschlauches, welcher von kranial nach kaudal abnimmt, haben ein unterschiedliches Längenwachstum. Dieses unterschiedliche Längenwachstum des Darmschlauches ruft am ca. 45. Schwangerschaftstag eine Drehung der Nabelschleife hervor. Die Nabelschleife wird vom Mitteldarm gebildet, der ein dorsales Meso besitzt. Durch dieses Meso verläuft die Arteria mesenterica superior, die dadurch als Achse für die Drehbewegung dient.  
Die Drehung der Nabelschleife wird durch das Längenwachstum des Duodenums eröffnet, sodass sich die Flexura duodenojejunalis nach links unter das Colon verschiebt. Der Dickdarm liegt dem Längenwachstum des Dünndarms hinterher, sodass sich ein Dünndarmpaket bildet, welches sich teilweise bis in das Nabelzölom hineinverlagert. Der Dickdarm wächst kranial, schiebt sich über das Dünndarmpaket hinweg und beginnt sich wie ein Rahmen um dieses herum zu legen. Durch die dadurch verursachte Nabelschleifendrehung wächst der Dickdarmabschnitt nach kranial-rechts unter die Leber und sinkt dann nach kaudal-rechts ab bis in das Becken hinein – in die Fossa iliaca (ca. am 70. Schwangerschaftstag). Der Dickdarm liegt nun wie ein Rahmen um das Dünndarmpaket herum und dient so als Halt und Eingrenzung des raschen Dünndarmwachstums. Das Colon ascendens und Colon descendens erlangen nun Kontakt mit der hinteren Bauchwand und verkleben mit dieser.
Durch die Rotation verschmilzt das zugehörige Mesoblatt und das viszerale Peritoneum, welches dem Dickdarm eng anliegt und den Wachstumsprozessen des Organsystems unterliegt, mit dem Peritoneum parietale posterius (PPP) zu einer bindegewebigen Schicht – der Faszie von Toldt oder auch Ligamentum retrocolica genannt.

## Versorgung der Faszie
Durch die Faszie von Toldt ziehen Gefäße, Nerven und Lymphgefäße zum Zielorgan, dem Colon. Da die Faszie durch die Verwachsung des Mesoblattes und des viszeralen Peritoneums mit dem parietalen Peritoneum entstanden ist und zwischen zwei Mesothelschichten liegt, besteht eine enge Beziehung zwischen der Toldt-Faszie und den Gefäßen der Mesenterien. Die durch Mesenterien verlaufenden Gefäße werden Mesenterialgefäße genannt. Eingeweidenerven bilden Geflechte um diese Gefäße herum und erreichen so die Darmwand. Zusätzlich verlaufen in den Mesenterien Lymphgefäße sowie Lymphknoten, die für die Immunaktivität zuständig sind.
Zum viszeralen Fasziensystem gehörend, ist das viszerale Peritoneum sowie die Faszie von Toldt weniger innerviert als das parietale Peritoneum und eher schmerzunempfindlich. Generell finden sich in Bezug auf das viszerale Fasziensystem nur an den Radix mesenterii Schmerzrezeptoren, die auf Dehnung reagieren. Die Radix mesenterii befinden sich am Übergang zum parietalen System.

## Funktionen der Faszie
Durch die Verbindung des Organs mit der hinteren Bauchwand trägt die Faszie von Toldt dazu bei, das Organ (Caecum, Colon ascendens, Colon descendens, Sigmoid) in Position zu halten. So wird in der Standposition ein Absinken des Dickdarms in das Becken verhindert.
Des Weiteren haben Culligan et al. durch Untersuchung der Faszie herausgefunden, dass diese zu 30 % lymphatische Kanäle enthält und somit wahrscheinlich eine Rolle bei der Flüssigkeitsaufnahme spielt.
Einen wichtigen Aspekt spielt die Faszie in der Viszeralchirurgie. Dort dient sie als weiße Orientierungslinie, um unter anderem das Mesokolon von dem darunter liegenden Retroperitoneum zu trennen. Um dies zu tun, muss vorher die Peritonealreflexion geteilt werden. Die Peritonealreflexion bezeichnet die Verbindung zwischen parietalem und viszeralem Peritoneum. In dieser Region wird das Bauchfell von der Bauchdecke zum betreffenden Organ reflektiert. Sobald die Reflexion geteilt ist, kann der Viszeralchirurg die Verbindung zwischen dem Mesenterium und der darunter liegenden Toldt-Faszie agnoszieren.

## Dysfunktionen der Toldt-Faszie
Durch die Fixationen des Caecums, Colon ascendens, Colon descendens sowie des Sigmoids über die Faszie von Toldt an die hintere Bauchwand und damit an die oberen und unteren Lendenwirbelkörper, können sich Dysfunktionen des Dickdarms über die Faszie auf die Lendenwirbelsäule übertragen.
Dysfunktionen des Dickdarms können aufgrund parietaler und/oder viszeraler Dysfunktionen, nervaler Störungen, Störungen des Herz-Kreislauf-Systems, endokriner Störungen, der Psyche sowie weiterer Ursachen entstehen.
Aufgrund der Verbindung des Colons zur Lendenwirbelsäule über die Faszie von Toldt können sich die Dysfunktionen des Colons als Schmerzen am thorakolumbalen und lumbosakralen Übergang sowie der Iliosakralgelenke auswirken.
Kommt es zu einer erhöhten Spannung des Colon ascendens und Colon descendens kann sich diese Spannung auf die Faszie von Toldt und dadurch ebenfalls auf den Musculus psoas major übertragen, der mit einem erhöhten Muskeltonus reagiert.
Durch die Fixierung des Caecums am Peritoneum parietale posterius und der Faszie von Toldt kann es zudem zu einer Störung der Arteria und Vena iliaca externa kommen, was sich auf die Durchblutung der unteren Extremitäten auswirken kann. Auch eine Funktionsstörung des Nervus femoralis, des Nervus cutaneus femoris lateralis und des Nervus genitofemoralis kann die Fixierungen der genannten Areale bei Dysfunktionen zur Folge haben. Bei einer Funktionsstörung des Nervus femoralis können Schmerzen sowie sensible Ausfälle auf der Vorderseite des Oberschenkels auftreten. Bei dem Nervus cutaneus femoralis lateralis können dieselben Symptome, wie zuvor genannt, auf der Außenseite des Oberschenkels auftreten und beim Nervus genitofemoralis auf der Innenseite des Oberschenkels.
Umgekehrt können auch Einschränkungen der Toldt-Faszie das Colon beeinflussen, und zwar können sich diese auf die Zirkulation sowie Peristaltik- und Haustrenbewegung des Colons auswirken und gegebenenfalls negativ beeinflussen.

## Osteopathische Behandlung
Dysfunktionen des Dickdarms sowie der Faszie von Toldt können osteopathisch behandelt werden. Indikationen für eine osteopathische Behandlung sind unter anderem Periarthropathia humeroscapularis (PHS), Verstopfungen des Darms, wiederkehrende Iliosakralgelenk-Schmerzen und Blockaden des lumbosakralen Übergangs sowie ein Reizdarm. Kontraindikationen für eine osteopathische Behandlung sind Entzündungen, Tumore oder frische Narben.
Dysfunktionen des Dickdarms sowie der Faszie von Toldt können mithilfe einer Mobilisation des Colon ascendens/descendens und der Faszie von Toldt auf der rechten sowie linken Seite in Drehlage behandelt werden.
Eine weitere Technik ist die Behandlung der Faszie von Toldt nach Barral, bei der durch konstanten Druck, Vibrationen, Rebounds oder Friktionen die Faszie mobilisiert wird.